# Pitotrør
Et pitotrør (udtales pi-TO-rør) er et lige eller L-formet rør som er åbent i den ene ende og som bruges til at måle trykket af strømmende væsker eller gasser. Pitotrør anvendes specielt til at måle farten på fly i luften.
Pitotrøret på et fly peger fremad enten på forkanten af vingen, eller på flyets næse. Trykket af luftmodstanden forrest på pitotrøret kaldes det dynamiske tryk og overføres til cockpittet. Trykforskellen mellem det dynamiske og det statiske tryk (flyvehøjdens lufttryk) benyttes til at vise Indicated Air Speed (IAS), der er den målte hastighed af fartvinden. Hastigheden i forhold til jorden er Ground Speed (GS) og måles med radar og GPS. IAS er vigtig at kende for at undgå stall.
Det statiske tryk tages fra små huller på den ene eller begge sider af flykroppen. Det statiske tryk bruges både til højdemåleren og til den ene tilkobling til fartmåleren. På små fly går luftslangerne direkte fra pitotrøret til fartmåleren, på større fly går luftslangerne til transducere, der digitaliserer signalet til autopiloten og fartmåleren.
Under overisningsforhold kan pitotrøret lukkes af is, så mange fly har et elektrisk varmelegeme som opvarmer pitotrøret.
Pitotrøret blev opfundet af den franske fysiker Henri Pitot (1695-1771) og videreudviklet til dagens form af Henry Darcy.